# Maria Haglund
Maria Haglund, född 6 maj 1972 i Karlskoga, är en svensk kanotist. Hon blev olympisk bronsmedaljör i Barcelona 1992.
Haglund är Stor tjej nummer 102 på Svenska Kanotförbundets lista över mottagare för utmärkelsen Stor kanotist.